# Thunder & Lightning (Motörhead)
Thunder & Lightning è un singolo del gruppo musicale britannico Motörhead, il primo estratto dal ventiduesimo album in studio Bad Magic e pubblicato il 5 giugno 2015.
Oltre ad essere stato reso disponibile per il download digitale, il 31 luglio 2015 il singolo è stato pubblicato esclusivamente per Best Buy anche in formato CD con l'aggiunta del brano Electricity, estratto come secondo singolo nello stesso giorno.
La canzone è stata accompagnata da un videoclip, per il quale è stato precedentemente realizzato un contest per i fan.

## Tracce
Download digitale
1. Thunder & Lightning – 3:06

CD singolo (Stati Uniti)
1. Thunder & Lightning – 3:06
2. Electricity – 2:16

## Formazione
- Lemmy Kilmister – voce, basso
- Phil Campbell – chitarra
- Mikkey Dee – batteria